# 天醒之路
《天醒之路》，是一部2020年中国大陆武侠古装剧，背景为五代十国，由黃偉傑執導，陳嘉上監製，陈起贤担任音乐总监，陳飛宇、程瀟、熊梓淇領銜主演，在新疆、宁夏等取景拍攝。本劇改編自蝴蝶藍的同名玄幻小說，講述了摘風武院的路平、燕西凡、莫林、蘇唐四人經歷種種艱險，在點魄大會奪魁，並踏上天醒之路的故事。

## 播出时间
| 频道          | 所在地 | 播出日期      | 播出时间                     | 备注 |
| ------------- | ------ | ------------- | ---------------------------- | ---- |
| 芒果TV/爱奇艺 | 中国   | 2020年4月23日 | 星期四至日 20:00（兩集連播） |      |

## 劇情
罕見六魄貫通之力的路平和義妹蘇唐，自幼被囚禁在山海樓中，僥倖逃出後得摘風堂堂主郭有道收留，成為陳橋鎮摘風堂弟子。在摘風堂的生活中，路平、蘇唐結識了一腔正氣的燕西凡、被僱傭混入摘風堂查探刺客莫林，四人結為好友，立志保衛家園。三人幫助路平進步，路平在武試大放光彩，和其他三人被選為點魄大會選手。之後四人見義勇為，救助商販，發現峽峰城主衛仲的惡行，交給摘風院長，由院長揭發惡行。院長指點他們去天照武院找楚敏老師修行，在楚敏老師指點下，四人實力大增。將門世家小姐秦桑與心腹侍女凌子嫣，為追剿四處作亂的山海樓行者來到陳橋鎮，誤將路平當作山海樓的接頭人，更雇傭半吊子刺客莫林混入摘風堂查探。為尋找山海樓的線索，一行六人前往開封參加點魄大會，共同經歷種種仇恨矛盾與犧牲，揭發陰謀、保衛城池、對抗兇獸...，在變故中相伴成長，踏上「天醒之路」。

## 演員

### 領銜主演
| 演員   | 角色          | 備註 |
| 陳飛宇 | 路平          | 摘風堂弟子，前北斗閣主冷休談之子。資質極高，擁有六魄(冲、鳴、氣、樞、力、精)貫通之力，只是被銷魂鎖魄封印限制，幼年和蘇唐被囚禁山海樓，是個率直低調的妹控少年，為了妹妹可以什麼都不要，性格天真率直、我行我素，不在意世事，但有恩必報，非常疼義妹蘇唐。與秦桑相互喜歡。在对抗山海楼时第七魄（英之魄）贯通，成为世上唯一的七魄贯通强者，联合摘风四侠杀死刘松。后以‘盗’之名行侠江湖                           |
| 熊梓淇 | 赵西凡/燕西凡 | 摘風堂大師兄，無極山莊莊主燕秋辭之子。品學兼優的學霸師兄，為人正直有責任感，個性固執、保守。非常看重摘風堂的每一个人，口头禅是【摘風堂的學生，一个都不能掉队】。出身武林第一世家無極山莊，因无法拯救好友，觉得有辱“燕家刀”之名而隐姓埋名，離家多年，化名为赵西凡。精之魄已贯通。後進山海樓當臥底，之後轉黑，洗髓後三魄貫通，但突破後又轉好（但又降回一魄）。後與凌子嫣互相喜歡，並成婚。后成龙捷军指挥使。 |
| 程瀟   | 秦桑          | 後周武將世家秦府的大小姐，擁有很好的天賦，擅長秦家獨門異能「流光飛舞」，但個性冷傲好勝自小孤僻，不把別人放在眼裡，歷經艱險完成從驕橫到成熟的轉變。與路平相互喜歡。沖之魄、力之魄、樞之魄已貫通。後為救路平，選擇犧牲自己。 |
| 鄧恩熙 | 蘇唐          | 路平的義妹，幼年與路平被囚禁山海樓，兩人相依為命，後得摘風堂堂主郭有道救出與收留。抱持著「哥哥去哪，我就去哪」的信念，非常懂事，心思純淨澄澈。力之魄、沖之魄已達貫通境界，異能為「三倍大力」，身懷「血力子」。在整個團隊裡，雖然是年紀最小的，卻像個姐姐一樣一路照顧、陪伴、守護著路平和整個團隊。因為被十分信任的許唯風背叛，覺得自己拖累了哥哥，一直開心不起來，最後親手殺掉許唯風。喜歡莫林。           |
| 虞禕杰 | 莫林          | 無憂谷少主、職業刺客，擅長配置醫藥與毒藥、佈置陷阱、暗殺逃匿，發現路平奇特之處後進入摘風學院。講話幽默好笑，十足話嘮，行為幼稚但是古道心腸，傳承莫家"天殘血脈"，天生就沒有力之魄，因此體弱受世人嘲笑，喜歡蘇唐，曾想收其為徒弟，後改拜其為師。在與蘇唐大婚當日，因凌子嫣再三相求選擇去催生兩儀花,而導致之前中毒侵入心脈,毒發身亡，留下未成婚的蘇唐。後於對抗山海樓重新出現。（樞之魄、气之魄已貫通）       |
| 尚璇   | 凌子嫣        | 秦桑貼身護劍侍女，和秦桑一起成長，因長年陪伴秦桑練劍，不自覺地修習出一套可以克制「流光飛舞」的身法。本性自卑，對小姐秦桑惟命是從。原喜歡路平，在點魄大會中為救路平破解秦家絕學「流光飛舞」被秦琪追殺，被郭有道所救。後喜歡西凡，答應成為翟容監視無極山莊的眼線，與西凡成婚。最后被封为嫣菱郡主，与燕西凡同领龙捷军。                                                                                       |

### 主演
| 演員   | 角色   | 備註 |
| 谢君豪 | 郭有道 | 前北斗閣開陽峰峰主，與郭無術為孿生兄弟，深藏不露，是將小時候的路平和蘇唐救出來的「盜」，功力深厚，後為救路平而死，將自身剩下的修為皆傳給路平。（摘風堂堂主） |
| 谢君豪 | 郭無術 | 現任北斗閣開陽峰峰主，與郭有道為孿生兄弟，一生所願便是能夠贏他哥哥郭有道一回，與其約定只要自己能將開陽峰發揚光大，等到他回來時，便會與他一決勝負，不料卻等到郭有道的死訊，後偶遇衛天啟，將其收為弟子，望能透過其打敗郭有道的弟子-路平，後來被路平開導而帮郭有道守住摘风堂。 |
| 王嘉宁 | 楚敏   | 北斗閣瑤光峰峰主曾與劉松為對情侶，於天照書院時以為劉松已死，終日飲酒忘傷，直至路平等人的到來才令她自酒中抽身，但知曉劉松是山海樓樓主後傷心欲絕。後失億 |
| 金泽灏 | 秦琪   | 龍捷軍將軍，秦桑的大哥，十足的妹控，對秦桑有點過度保護，前期相當看不起路平，後來力招其為官。为保护皇帝中毒身亡，死前将秦桑托付给路平。 |
| 肖顺尧 | 刘松   | 後漢皇子、前北斗閣天璣峰峰主、山海樓幕後樓主。后死于摘风四侠之手。 |
| 丁子峻 | 翟容   | 大朔皇帝，与路平合作除掉山海楼。 |
| 吳廷燁 | 严瑾   | 山海樓幕前樓主，為劉松的老師，山海樓林部山主，后被路平设计而被苏唐杀死。 |

### 其他演員
| 演員   | 角色        | 備註 |
| 溫昇豪 | 文歌成      | 山海樓風部山主，被燕西凡殺死 |
| 趙奕歡 | 金如玉      | 酒樓老闆，喜歡郭有道 |
| 謝佳見 | 吕沉風/老白 | 前北斗閣天權峰峰主，被燕秋辭囚禁於無極山莊水牢，被餵的食物參有藥，導致有點痴顛。后遇见掉落水牢的路平和秦桑，將其誤認為大哥大嫂，最后成功逃脫。并指認燕秋辭為殺害冷休谈和紹音初的兇手，最後被燕秋辭用假的千松尺殺害。 |
| 徐潔兒 | 邵音初      | 前北斗閣天璇峰峰主，路平之母，被燕秋辭殺害 |
| 黃海冰 | 冷休談      | 前北斗閣天樞峰峰主、前北斗閣閣主，七峰之首，路平之父，被燕秋辭殺害 |
| 張天霖 | 燕秋辞      | 西北狂刀、前北斗閣玉衡峰峰主、無極山莊莊主，燕西凡之父，是个野心极重的人，当他得知北斗没有过任何的辉煌/强大时期时，为了自己的野心，他便与皇帝勾结，让皇帝率领命名为＂山海楼＂的军队攻打北斗，并杀害了冷休谈和紹音初，把吕沉风的记忆磨灭，还差点逼死刘松。事后他便把所有的罪名嫁祸到刘松身上，以隐瞒事情的真相，但最后被恢复记忆的吕沉风认出是杀害冷休谈和紹音初的凶手，真相才得以被世人发现。最后被路平重傷，并被严瑾杀害。 |
| 孔垂楠 | 衛天啟      | 澶洲武館頭號弟子、郭無術弟子。喜歡秦桑，經秦桑要求答應親自幫路平與秦桑換血。 |
| 閃藍橋 | 許唯風      | 北斗閣五院大師兄，勾結山海樓意圖挑起兩國戰爭，行跡敗露後跳湖， 被蘇唐殺死 |
| 李進榮 | 李遥天      | 北斗閣天樞峰峰主、北斗閣閣主 |
| 張譯夫 | 白禮        | 北斗閣閣主徒弟 |
| 何文海 | 周佑隆      | 山海樓火部山主，被路平、燕西凡殺死 |
| 杜芷萱 | 林天儀      | 山海樓山部山主 |
| 任淇   | 司徒羅      | 山海樓火部之殺手，被燕西凡以西北狂刀殺死 |
| 張鵬飛 | 司徒星      | 山海樓火部之殺手，被莫林殺死 |
| 施羽   | 莫不留      | 無憂谷 谷主，莫林父親，對抗山海樓而死 |
| 王鵬翔 | 聞瑞        | 龍捷軍副將，對秦家極為忠心 |

## 電視原聲帶
| 曲序 | 曲目                     |                | 作曲   | 演唱           |
| ---- | ------------------------ | -------------- | ------ | -------------- |
| 1.   | 少年侠（片头曲）         | 汪苏泷、左木修 | 汪苏泷 | 汪苏泷         |
| 2.   | 纸船（片尾曲）           | 薛之谦         | 薛之谦 | 薛之谦、郁可唯 |
| 3.   | 流光月色（插曲）         | 左木修、南岐   | 黄诗扶 | 双笙           |
| 4.   | 每一滴泪是一颗星（插曲） | 左木修         | 黄诗扶 | 阿兰           |
| 5.   | 每一滴泪是一颗星（插曲） | 左木修         | 黄诗扶 | 王敬轩         |
| 6.   | 倒映（插曲）             | 周和、李昭萱   | 林耕禾 | 赵政豪         |
| 7.   | 如沫（插曲）             | 方羌羌         | 林耕禾 | 王啸坤         |

## 外部連結
- 《天醒之路》的新浪微博
- 豆瓣电影上《天醒之路》的資料 （简体中文）